# Franz Eichbaum
Franz Wilhelm Eichbaum (* 12. April 1906 in Mainz; † 19. Februar 1980 in São Paulo) war ein deutscher Mediziner, der von den Nationalsozialisten aus Deutschland vertrieben wurde und nach Zwischenstationen in Prag und England eine neue Heimat in Brasilien fand. Dort lebte und publizierte er unter dem Namen Francisco W. Eichbaum.

## Leben bis 1933
Franz Eichbaum war der Sohn des Mainzer Schuhfabrikanten Adolf Eichbaum und dessen Frau Else (geborene Altschul; * 25. November 1879 – ermordet am 5. Mai 1944 in Theresienstadt). Das Ehepaar Eichbaum hatte noch zwei weitere Kinder: Gerda Eichbaum (* 20. Oktober 1903 – Juli 1992 in Wellington, Neuseeland) und Werner Eichbaum (* 31. Juli 1907 – ermordet am 30. April 1942 in Łódź). In seinem Lebenslauf vom 6. Juli 1955 bezeichnete sich Eichbaum als „Volljude nach den Grundsaetzten der Nuernberger Gesetze“. Laut einem Lebenslauf in seiner Dissertation war er aber – ebenso wie seine drei Jahre ältere Schwester auch – evangelisch erzogen worden.
Eichbaum besuchte in Mainz die Grundschule und das Gymnasium. Anschließend studierte er Medizin an den Universitäten Heidelberg, Bonn, Wien und am Universitätsklinikum Frankfurt. Hier legte er im Mai 1929 das ärztliche Staatsexamen ab und wurde im darauf folgenden Juli promoviert. Vom 15. Juni 1929 bis zum 1. September 1929 arbeitete Eichbaum dann als Medizinalpraktikant an der Frankfurter Chirurgischen Universitätsklinik.
Im Anschluss an seine Frankfurter Zeit arbeitete Eichbaum bis zum 15. Juni 1930 in der Inneren Abteilung des Städtischen Krankenhauses Charlottenburg-Westend und erhielt an diesem Tag auch seine Approbation. Für den Rest des Jahres war Eichbaum dann als Assistent am Pathologischen Institut des Städtischen Krankenhauses in Danzig tätig.
Zum 1. Januar 1930 kehrte Eichbaum wieder nach Frankfurt zurück und arbeitete bis zum 31. Januar 1933 am Hygiene-Institut.
Obwohl trotz der sogenannten Machtergreifung der Nationalsozialisten Eichbaums Wechsel als außerplanmäßiger Assistent an die Chirurgische Klinik der Universität Halle zum 1. Februar 1933 noch problemlos erfolgen konnte, ebenso wie sein Wechsel an ein Hospital in Aachen im Juni 1933, ergab sich daraus keine längerfristige Sicherheit für den evangelisch erzogenen Juden. Unter Bezugnahme auf seine Stelle in Aachen schrieb er: „Diese letzte Stellung musste ich aber bereits Ende Juli 1933 verlassen, da mein Verbleiben dort wegen meiner juedischen Abstammung nicht mehr ‚tragbar‘ war.“ Eichbaum entschied sich zur Emigration in die Tschechoslowakei.

## Als Emigrant in der Tschechoslowakei und England
Für seinen Entschluss, Deutschland zu verlassen, nannte Eichbaum mehrere Gründe: Er sah in Deutschland keine Zukunft mehr für sich, und vor allem nicht für seinen Wunsch, eine akademische Laufbahn einzuschlagen. Außerdem entschieden sich auch seine Eltern und sein Bruder Werner für eine Emigration nach Prag, der Heimatstadt der Mutter. Eichbaum nahm eine Stelle als Krankenpfleger an, um auch seine Eltern zu unterstützen, bei denen er bis 1938 wohnte. Außerdem bereitete er sich auf ein erneutes medizinisches Staatsexamen an der Deutschen Universität Prag vor, das er 1938 noch vor dem Einmarsch der deutschen Wehrmacht in Prag bestand.
Nach dem bestandenen Staatsexamen konnte sich Eichbaum noch als Arzt niederlassen und eine eigene Praxis gründen. Der Einmarsch der Deutschen verhinderte jedoch jede weitere positive Entwicklung für ihn. Seine Praxis wurde ihm weggenommen, und er musste ein zweites Mal emigrieren, diesmal nach England. Eichbaums Formulierung in seinem Lebenslauf legt nahe, dass er da bereits Brasilien als eigentliches Emigrationsziel auserkoren hatte. Bis zur Weiterreise dorthin sei er von der Church of Scotland unterstützt worden, die ihm auch die Überfahrt nach Brasilien bezahlt habe. Unerwähnt ließ er, dass er in England auch wissenschaftlich arbeiten konnte. In dem brasilianischen Nachruf über ihn heißt es, er habe in den Jahren 1939–1940 in England gelebt und sich am Chelsea Polytechnic in London mit Mikrobiologie befasst.

## Neubeginn in Brasilien
Wann genau Eichbaum in Brasilien eintraf, ist nicht bekannt, und über die sich anschließenden Jahre gibt es zwei recht gegensätzliche Darstellungen. In seinem Lebenslauf für die Wiedergutmachungsbehörde schrieb er:

„In São Paulo, wohin ich mich begab, fristete ich mein Leben als Cellospieler und als Krankenpfleger, dann als Laboratoriumstechniker. Nach den damaligen brasilianischen Gesetzen konnte ich als Arzt nicht arbeiten, da man fuer diesen Beruf gebuertiger Brasilianer sein musste. Erst nach der neuen Verfassung
1950 konnten auch Auslaender Ärzte werden. Ich machte dann mein Abiturientenexamen nach und bestand auch im Juli 1950 meine Arztpruefung. Seit Oktober 1950 bin ich dann als brasilianischer Arzt zugelassen worden.“

Im Nachruf heißt es dagegen:

„Zwischen 1941-1950 war er Assistenzprofessor und Leiter des Labors für Mikrobiologie an der Escola Paulista de Medicina. Gleichzeitig entwickelte er die Forschung am Biologischen Institut und am Butantã-Institut.
1950 bestätigte er seinen medizinischen Abschluss an der Nationalen Medizinischen Fakultät von Rio de Janeiro und wurde Außerplanmässiger Assistent an der Klinik für Tropen- und Infektionskrankheiten an der Medizinischen Fakultät der Universität von São Paulo. Seit 1967 Assistenzprofessor an der Abteilung für Pharmakologie an der Medizinischen Fakultät der Universität São Paulo (Professor Charles Edward Corbett), wechselte er nach der Universitätsreform von 1969 in die Disziplin der klinischen Therapeutik und wurde 1976 zwangsweise pensioniert. […] Von 1964 bis 1969 war er Fellow am National Institute of Health, Bethesda, USA, wo er Forschungen zu Tetanus und Diphtherie entwickelte.“

Über die Hintergründe der zwangsweisen Pensionierung („aposentou-se compulsoriamente em 1976“) wurde in dem Nachruf nichts berichtet, die hier geschilderten wissenschaftlichen Aktivitäten passen aber zu den im WorldCat aufgeführten Publikationen. In dem Nachruf ist von einem anhaltenden und im Ruhestand fortbestehenden Engagement in der Laborforschung die Rede und von etwa 150 Veröffentlichungen in nationalen und ausländischen Zeitschriften, meistens verfasst in englischer Sprache.

## Familiäres
Anders als Franz Eichbaum war seine Schwester Gerda nicht in die Tschechoslowakei emigriert, sondern 1933 zuerst nach Frankreich, dann nach Italien und 1936 nach Neuseeland. Die Eltern wählten zusammen mit dem jüngsten Bruder die gleiche Zuflucht wie Franz, was für Mutter Else und Bruder Werner mit der Ermordung durch die Nazis endete. Vater Adolf Eichbaum überlebte die deutsche Besetzung der Tschechoslowakei und konnte seinen Lebensabend bei seinem Sohn Franz in Brasilien verbringen. Dieser war seit 1948 mit der ebenfalls aus Deutschland emigrierten Gisela Bruch verheiratet, die als Gisela Eichbaum zu einer bekannten brasilianischen Malerin wurde. Das Ehepaar hat zwei Kinder: Jan und Katharina Eichbaum. Letztere ist unter dem Namen Katharina Eichbaum-Esteves eine bekannte brasilianische Ökologin, die in den Bereichen Ökologie, Umweltauswirkungen und Erhaltung von Süßwasserökosystemen arbeitet. Ihr Bruder, der Wirtschaftswissenschaftler und Manager Jan Eichbaum, ist seit 1997 Honorargeneralkonsul von Luxemburg in Brasilien.

## Werke
- Das Verhalten des arteriellen Blutdruckes im menstruellen Zyklus und seine Abhängigkeit vom vegetativ-hormonalen System, Julius Springer, Berlin 1929 (Dissertation). Während im Katalog der Deutschen Nationalbibliothek (DNB) keine Publikationen von Eichbaum verzeichnet sind, sind weitere medizinische Schriften von ihm im WorldCat zu finden.
- Für Francisco W. Eichbaum sind im DNB-Katalog drei Publikationen verzeichnet, an denen er mitgewirkt hat; der WorldCat nennt acht Schriften.